# Gornje Košlje
Gornje Košlje (Servisch cyrillisch Горње Кошље) is een plaats in de Servische gemeente Ljubovija. De plaats telt 649 inwoners (2002).